# Hochstein (Haidmühle)

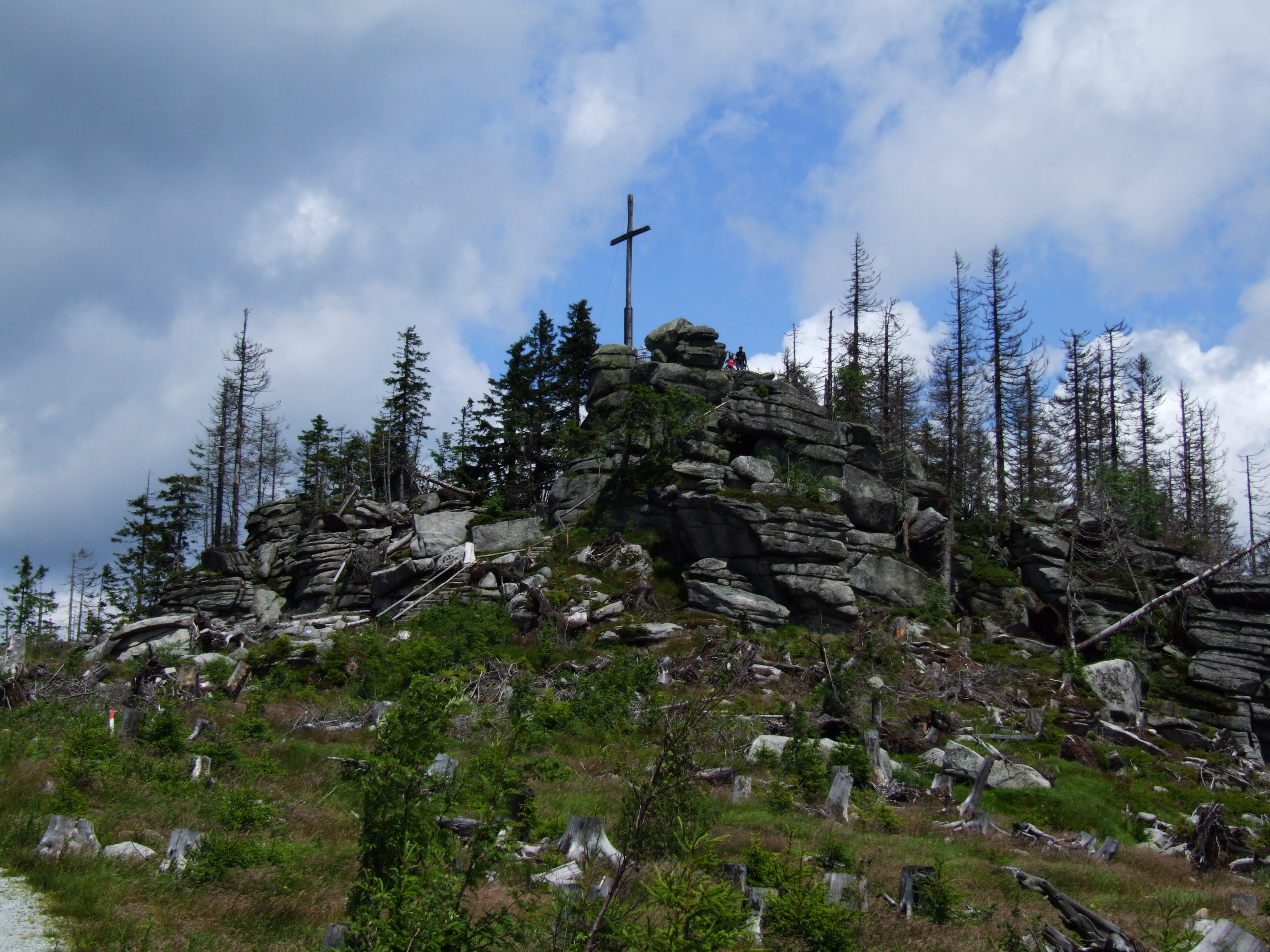
Hochstein

Der Hochstein (1333 m ü. NN) ist eine Granitfelsgruppe an der höchsten Stelle des Dreisesselbergs im Bayerischen Wald (Deutschland). 
Er befindet sich im niederbayrischen Landkreis Freyung-Grafenau rund 370 m (Luftlinie) nordwestlich der deutsch-tschechischen Grenze. 
Der gewaltige Fels mit großem Gipfelkreuz kann über eine Steintreppe erstiegen werden. Das Panorama reicht vom Plöckenstein über Teile des Böhmerwalds, den Almberg, den Haidel und den Lusen bis zum Rachel. An klaren Tagen reicht der Blick bis zu den Alpen.
Aufgrund der öffentlichen Dreisesselstraße, die bis zum knapp 450 m (Luftlinie) südlich des Hochsteins stehenden Dreisesselhaus („Berggasthof Dreisessel“) führt, wird der Dreisesselberg, besonders der Hochstein, oftmals stark frequentiert. Es führen aber auch markierte Wanderwege aus sämtlichen Richtungen, beispielsweise von der Kreuzbachklause, von Haidmühle-Frauenberg oder dem tschechischen Nové Údolí auf den Hochstein.

Koordinaten: 48° 47′ N, 13° 48′ O